# 晉昇工廠大廈

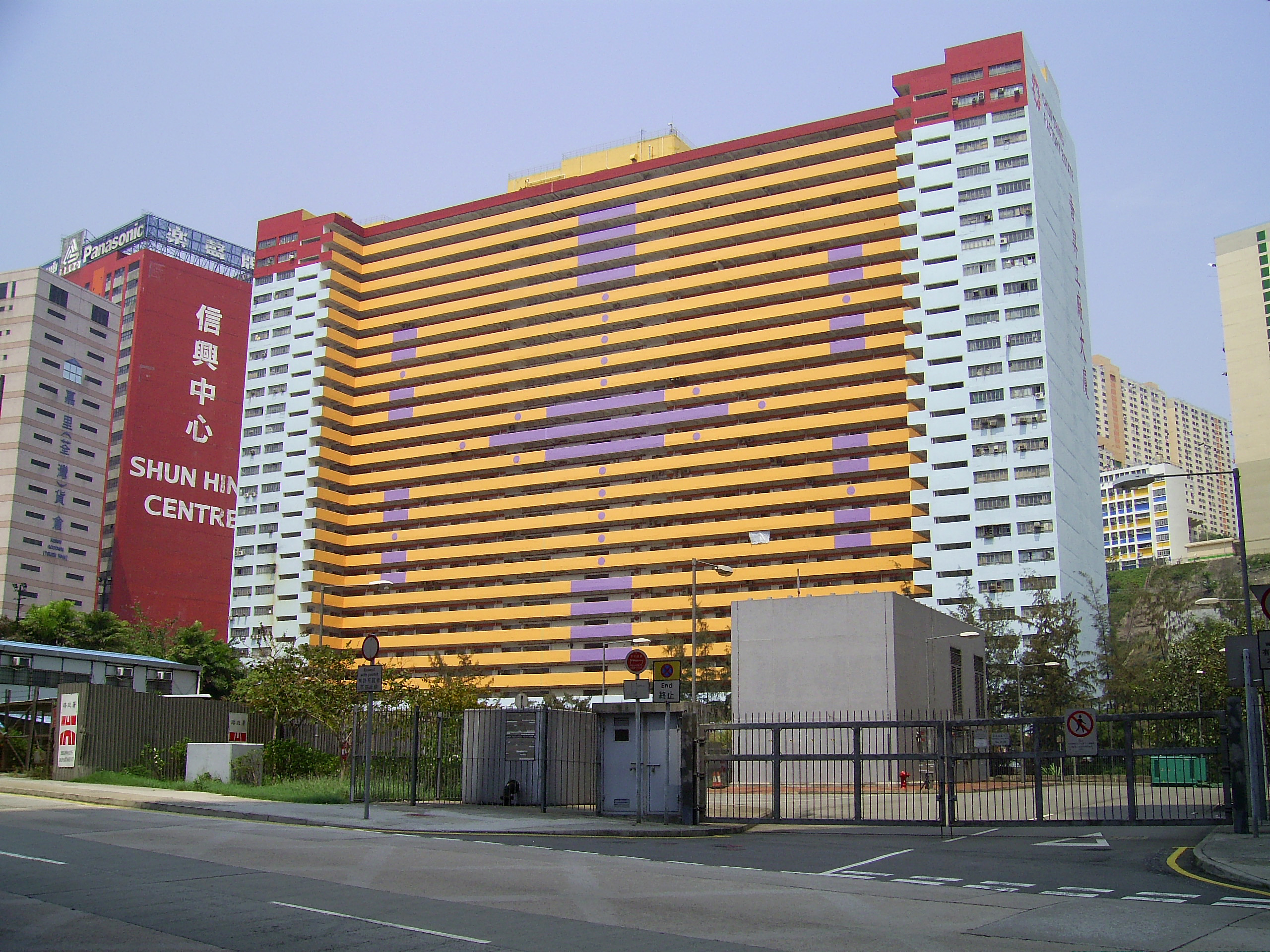
晉昇工廠大廈（2009年）

晉昇工廠大廈（英語：Chun Shing Factory Estate），是位於香港新界葵青區中葵涌的一座工廠大廈，門牌號碼葵福路85-89號，鄰近葵盛西邨，由香港房屋委員會在1982年7月落成，是房委會現有兩座運作中工廠大廈之一。晉昇廠廈共有26層高，提供1,646個單位，出租面積4.1萬平方公尺，是眾房委會工廠大廈中最大的，其建設之目的是為區內受清拆寮屋及平房區影響的廠戶提供單位。

## 簡介
晉昇工廠大廈是一座設有升降機的新型分層工廠大廈，鄰近葵盛西邨，與荃灣路直向並行，目前由房委會委託物業管理公司代為管理。樓宇設計是「I」型，樓高26層，提供1,646個面積為25平方公尺之單位，升降機分別設於大廈中央及兩端附翼，而廁所則同時在兩端附翼的升降機大堂旁邊，大廈辦事處設於地下。以上設計跟同區的葵安工廠大廈類同，但規模較後者更大，根據香港審計署2011年之報告，晉昇廠廈的出租面積41,079平方公尺，不單是葵安廠廈的大約兩倍，而且是出租面積最大的房委會工廠大廈。
晉昇廠廈於1982年7月由房委會建成，建設之目的是為區內受清拆寮屋及平房區影響的工廠和工場提供徙置單位，以及彌補私營廠廈單位之不足，是荃灣新市鎮（荃灣區、葵青區）內第五個政府廠廈。前四個是大窩口（尚翠苑現址）、葵涌（葵涌邨百葵樓、合葵樓現址）、順基（港鐵柴灣角通風大樓現址）及葵安廠廈，現時僅該工廠大廈尚存。

## 現況
雖然香港經濟近年已不再由工業來主導，但房委會的工廠大廈仍然幾乎達至全面出租，大部份廠戶從事以製造或修理。2016年4月，房委會對廠廈租戶大幅加租約四成，導致約30名晉昇廠戶聯同街坊工友服務處時任立法會議員梁耀忠在該處地下抗議，要求檢討租金機制及凍結租金，梁耀忠又批評房委會廠廈與市場租金看齊，違背當初協助小商戶經營的原意。同年年尾，房委會突然對晉昇廠戶嚴厲執行商業樓宇扣分制，不少人因在走廊放置小物件而收到警告信，所以他們動員近百人在12月堵塞廠廈車路及大門口以作抗議，廠戶代表批評房委會管理霸道，意圖趕盡廠戶。

### 重建
行政長官林鄭月娥透過《2019年施政報告》及《2020年施政報告》建議房委會將其轄下個別工廠大廈重建作公屋，房委會開始研究重建方案。2019年11月，房委會舉行集思會，委員建議將晉昇廠廈改作安置屋邨，方便重建毗鄰超過40年歷史的葵盛西邨。2021年1月，香港經濟民生聯盟同樣提倡重建晉昇廠廈以安置居民，因為晉昇廠廈及葵盛西邨之間直線距離，最短不足100公尺。

## 交通
港鐵
- █  荃灣綫：葵芳站（C出口；廠廈遠離港鐵站，需在葵芳站轉乘其他交通或沿葵福路步行一段長時間）

## 外部連結
- 工廠大廈（页面存档备份，存于），香港房屋委員會